# میگوی طاووسی

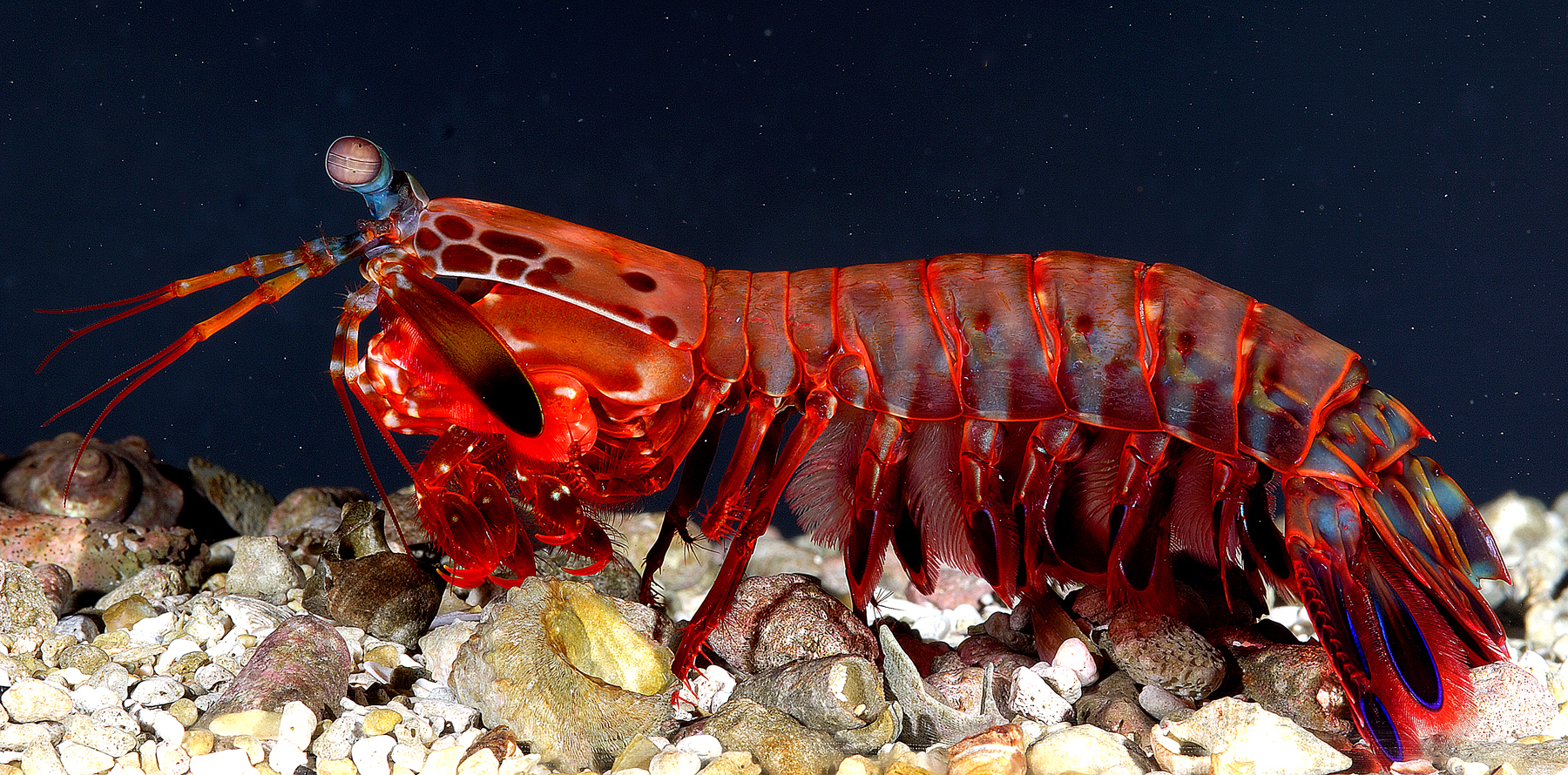
میگوی طاووسی ماده

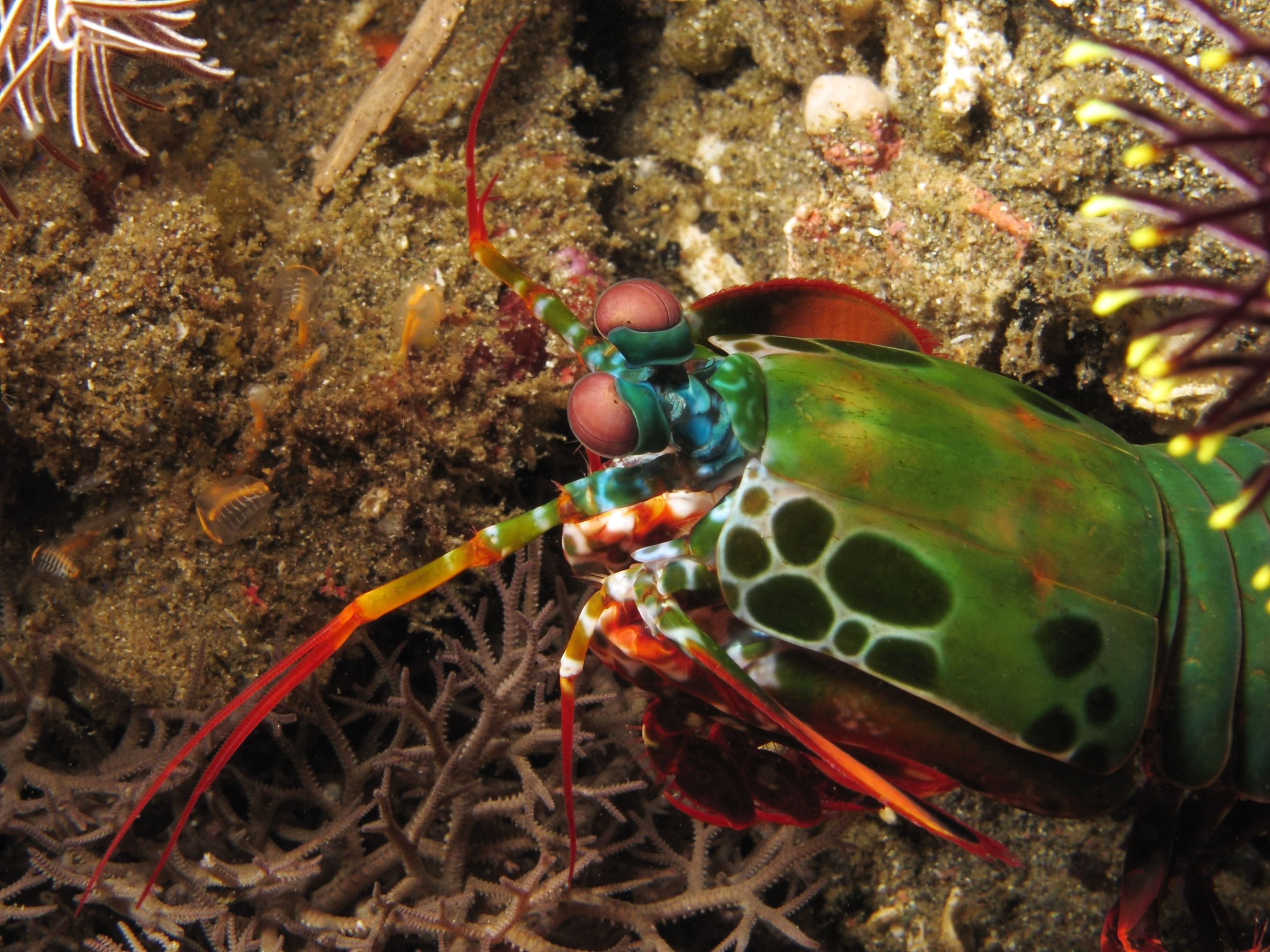
یک نوع از میگوی طاووسی

میگوی طاووسی (نام علمی: 'Odontodactylus scyllarus') گونه‌ای آبزی است که در راسته 	میگوی آخوندکی قرار دارد. زیستگاه این میگو از گوآم تا شرق آفریقا می‌باشد.